# شعار اتحاد الجمهوريات العربية
شعار اتحاد الجمهوريات العربية كان الشعار الرسمي لكل من مصر وليبيا وسوريا في الفترة من 1972 حتى 1977. استند الشعار إلى تصميم كانت سوريا قد تبنته لأول مرة عام 1945، ويتكوّن من درع ذهبي مدعوم بـصقر قريش، يحمل في مخالبه شريطًا كُتب عليه اسم الاتحاد.

## شعارات الدول الأعضاء
استخدمت سوريا شعار الاتحاد دون تعديل، بينما أضافت مصر وليبيا اسم الدولة أسفل الشعار.

شعار مصر المستخدم حتى عام 1984، أي بعد سبع سنوات من حل الاتحاد
شعار ليبيا المستخدم حتى عام 1977
شعار سوريا المستخدم حتى عام 1980، أي بعد ثلاث سنوات من حل الاتحاد

## معرض الصور

شعار مصر قبل عام 1972
شعار ليبيا قبل عام 1972
شعار سوريا قبل عام 1972

شعار مصر بعد عام 1984
شعار ليبيا بعد عام 1977
شعار سوريا بعد عام 1980